# Ridgeway (Alaska)
Ridgeway ist ein Ort und ein Census-designated place (CDP) im Kenai Peninsula Borough in Alaska. Beim United States Census 2020 wurden in Ridgeway 2136 Einwohner ermittelt.

## Geographie
Ridgeway ist ein nördlicher Vorort von Soldotna am rechten Flussufer des Kenai River gelegen. Das CDP-Gebiet grenzt im Osten an das Sterling CDP, im Süden an die City of Soldotna, im Westen an das Kalifornsky CDP sowie im Nordwesten an die City of Kenai. Der Sterling Highway (Alaska Route 1) führt südlich an Ridgeway vorbei.

## Geschichte
Seit 1980 ist Ridgeway ein census-designated place.